# 真·帖木兒汗
真·帖木兒汗（阿拉伯语：‎；？—1529年），東察合台汗國速檀阿黑麻之子，因與兄長滿速兒不合，後來前往莫臥兒帝國為皇帝巴布爾服務。
他在對抗拉其普特人的坎瓦戰役中指揮軍隊左翼並勝利，但在1529年因痢疾死於阿格拉，後運回喀布爾安葬。